# Dominique Horwitz

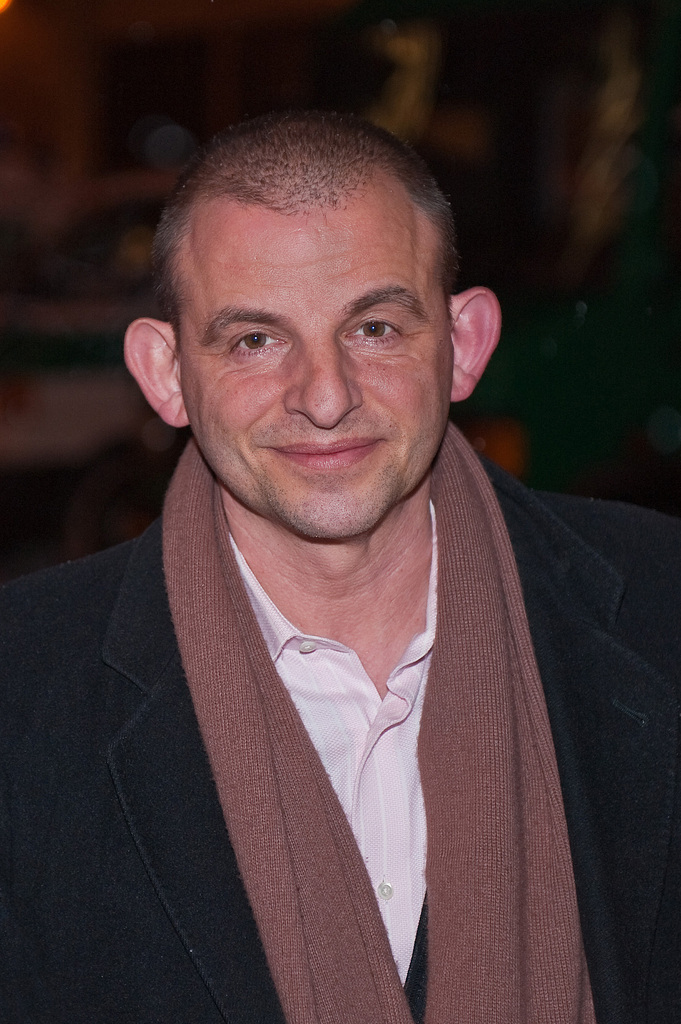
Dominique Horwitz auf der Berlinale 2010

 Dominique Horwitz  (* 23. April 1957 in Paris) ist ein französischer Schauspieler, Sänger und Schriftsteller und lebt in Deutschland.

## Leben
Dominique Horwitz wuchs zunächst mit seiner Schwester und seinem Bruder in Paris auf, wo die Eltern einen Feinkostladen führten. Seine Eltern sind deutsche Juden, die vor dem Nationalsozialismus nach Frankreich flüchteten. 1971 kam die Familie aus beruflichen Gründen zurück nach Deutschland. Er machte am Französischen Gymnasium in West-Berlin sein Abitur und erhielt 1977 seine erste Fernsehrolle in Eine Jugendliebe; die erste Kinorolle folgte ein Jahr darauf in Peter Lilienthals David. Von 1978 bis 1979 spielte Horwitz Kabarett im Berliner „CaDeWe“. Theaterengagements folgten: Von 1979 bis 1983 am Zimmertheater Tübingen, danach bis 1985 am Bayerischen Staatsschauspiel in München und von 1985 bis 1988 am Thalia Theater in Hamburg. Durch seine Rollen in Dieter Wedels Der große Bellheim (TV) und Joseph Vilsmaiers Stalingrad (Kinofilm) wurde Horwitz einem größeren Publikum bekannt.
Als Sänger machte er sich einen Namen mit seinem Brecht/Weill-Programm The Best of Dreigroschenoper (Uraufführung 1993 in den Hamburger Kammerspielen) und mit seiner Interpretation der Chansons von Jacques Brel (Herbst 1997, 2005 und in den Folgejahren mit dem NDR Pops Orchestra unter Enrique Ugarte).
Auch später spielte Horwitz neben zahlreichen Filmrollen regelmäßig am Theater: am Berliner Ensemble, am Deutschen Theater in Berlin und am Schauspielhaus Zürich. 2001 spielte er in der Uraufführung von Café Umberto von Moritz Rinke am Düsseldorfer Schauspielhaus. Bei den Bad Hersfelder Festspielen im Juni 2006 führte er erstmals Regie und inszenierte die Dreigroschenoper auf der Bühne.
Im Dezember 2007 übernahm er in Wien im Theater in der Josefstadt in Neil LaButes Wie es so läuft die Hauptrolle.  Nach der deutschen Uraufführung am Berliner Renaissance-Theater spielte Horwitz im März 2008 an den Hamburger Kammerspielen das Ein-Personen-Stück Ich mach ja doch, was ich will von Doug Wright über die wahre Lebensgeschichte von Charlotte von Mahlsdorf. 2010 führte Horwitz am Meininger Theater Regie in Der Sommernachtstraum. 2017 spielte er die Hauptrolle im Drei-Personen-Stück Tod eines Komikers  von Owen McCafferty im Kosmos Theater Bregenz. Für die Regie zeichnete er mit seinem Kind Heinrich Horwitz verantwortlich.
2015 erschien Horwitz’ erster Kriminalroman Tod in Weimar, in dem ein Kutscher und Fremdenführer mysteriöse Todesfälle in einem Altersheim für Bühnenkünstler untersucht. Laut Elmar Krekeler lenkt der Autor den mit Klassikerzitaten gespickten Roman „mit Eleganz und Eigensinnigkeit durch den labyrinthischen Fall“.
Horwitz ist Mitglied im Bundesverband Schauspiel (BFFS).
Er lebte etwa 20 Jahre lang in Hamburg. Aus der ersten Ehe (seit 1982) mit seiner Frau Patricia hat er zwei Kinder, Heinrich Horwitz und Laszlo Horwitz. Bei Dreharbeiten zum Film Die Blindgänger lernte er seine zweite Frau Anna Wittig kennen. Heute lebt er mit ihr und zwei weiteren Kindern in der Nähe von Weimar in Thüringen.
Horwitz engagiert sich zu Gunsten vom Rett-Syndrom betroffener Mädchen.

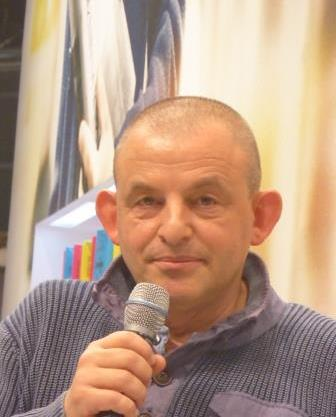
Dominique Horwitz 2015

## Literarische Werke
- Tod in Weimar. Kriminalroman. Knaus, München 2015. ISBN 978-3-8135-0663-1
- Chanson d’Amour. Roman. Knaus, München 2018. ISBN 978-3-8135-0720-1

## Zitate
„Ich hatte nie Stress damit, dass ich Jude bin, und nie Stress damit, dass ich abstehende Ohren habe.“

## Filmografie (Auswahl)
- 1978: Tatort: Himmelfahrt
- 1978: David
- 1983: Tatort: Mord ist kein Geschäft
- 1983: Die wilden Fünfziger
- 1983: Rote Erde
- 1984: Verbotene Hilfe (Fernsehfilm von Liliane Targownik)
- 1986: Stammheim
- 1988: Fifty-Fifty
- 1988: Martha Jellneck
- 1988: Die Männer vom K3 (Fernsehserie) – Spiel über zwei Banden
- 1989: Tatort: Schmutzarbeit
- 1989–1991: Knastmusik (Fernsehserie)
- 1989: Der Tüftler (Fernsehserie des NDR)
- 1991: Anna Göldin – Letzte Hexe
- 1993: Der große Bellheim (Fernsehfilm)
- 1993: Die Denunziantin
- 1993: Stalingrad
- 1993: Der kleine Vampir – Neue Abenteuer (Fernsehserie)
- 1993: Das Geheimnis des 13. Wagens
- 1994: Der letzte Kosmonaut
- 1995: Tödliche Wahl (3-teiliger Fernsehfilm)
- 1995: Der Alte – Folge 203: Das zweite Geständnis
- 1995: Tatort: Eine mörderische Rolle
- 1996: Polizeiruf 110: Kurzer Traum
- 1996: Derrick 266 – Bleichröder ist tot
- 1996: Große Freiheit (Fernsehserie)
- 1997: Trickser
- 1998: Nachtgestalten
- 1999: Enthüllung einer Ehe (Fernsehfilm)
- 1999: Stille Nacht – Heilige Nacht (Fernsehfilm)
- 1999: Tatort: Kriegsspuren
- 2000: Bonhoeffer – Die letzte Stufe
- 2001: Heidi M.
- 2001: Küss mich, Tiger!
- 2001: Anne Frank (Fernseh-Zweiteiler)
- 2002: Verrückt nach Paris
- 2002: Tatort: Schatten
- 2002: Ich schenk’ dir einen Seitensprung
- 2003: Sams in Gefahr
- 2004: Die Blindgänger
- 2004: Verzauberte Emma oder Hilfe, ich bin ein Junge!
- 2005: Die blaue Grenze
- 2005: Shooting Dogs
- 2006: Strajk – Die Heldin von Danzig
- 2006: Aschenputtel – Für eine Handvoll Tauben
- 2007: Krauses Fest (Fernsehfilm)
- 2007: Du bist nicht allein
- 2007: Der letzte Zeuge (Folge 9/8 Das Gift des Schweigens)
- 2007–2013: Krimi.de
- 2008: Die Rote Zora
- 2008: Die Frau des Frisörs
- 2009: Die Rebellin (Fernsehfilm)
- 2009: Pfarrer Braun: Glück auf! Der Mörder kommt!
- 2011: Gegengerade
- 2011: Löwenzahn – Das Kinoabenteuer
- 2011: Stubbe – Von Fall zu Fall: Querschläger
- 2011: Krauses Braut (Fernsehfilm)
- 2011: Notruf Hafenkante – Alles Lüge
- 2013: Akte Ex – Der Informant
- 2013: Tatort: Die Fette Hoppe
- 2013: Die schwarzen Brüder
- 2014: Großstadtrevier – Wie es damals wirklich war (Fernsehserie)
- 2014: Mona kriegt ein Baby
- 2015: Nele in Berlin (Fernsehfilm)
- 2015: Tatort: Der Irre Iwan
- 2015: Tatort: Hinter dem Spiegel
- 2015: Paare (Kurzfilmreihe)
- 2016: Mutter reicht’s jetzt
- 2018: Schwarzach 23 und der Schädel des Saatans
- 2020: Das Märchen vom goldenen Taler
- 2021: Bekenntnisse des Hochstaplers Felix Krull
- 2023: Transatlantic (Fernsehserie)
- 2023: Mordach – Tod in den Bergen

## Hörspiele
- 1988: Margaret Millar: McCowneys Wunder – Regie: Norbert Schaeffer (Hörspiel – NDR)
- 2002: Evelyn Dörr: Der Mann im Mond – Ein Radioballett mit Charlie Chaplin. Stück für Akustische Bühne (Charlie Chaplin) – Regie: Claudia Leist (Hörspiel/Feature – WDR)

## Auszeichnungen
- 2001: Robert-Geisendörfer-Preis (Darstellung, Fernsehen: Enthüllung einer Ehe)